# Saneczkarstwo na zimowych igrzyskach olimpijskich

Piktogram olimpijski – saneczkarstwo

Zawody w saneczkarstwie na torach lodowych w ramach igrzysk olimpijskich rozgrywane są od zimowych igrzysk olimpijskich w 1964 w Innsbrucku. Od tej pory zawody w tej dyscyplinie rozgrywane są na każdych kolejnych igrzyskach olimpijskich. Podczas igrzysk rozgrywane są zawody w konkurencjach: jedynek kobiet, jedynek mężczyzn, dwójek mężczyzn oraz zawody drużynowe (od 2014). Mistrzem zostaje zawodnik, bądź drużyna, która odnotuje najkrótszy czas przejazdu na specjalnym sztucznym torze. W przypadku drużyn łączony jest czas z wyników jedynek kobiet i mężczyzn oraz dwójek mężczyzn. Dominującą rolę w tej dyscyplinę odgrywają Niemcy, którzy z możliwych do zdobycia 129 medali, zdobyli 75. Pozostałe kraje które zdobyły medale to niemieckojęzyczne: Austria, Włochy (Południowy Tyrol), kraje byłego ZSRR, czyli Rosja i Łotwa oraz Stany Zjednoczone.

## Kalendarium
| Rok  | Miejscowość    | Kraj              | Zawody                                                 |
| ---- | -------------- | ----------------- | ------------------------------------------------------ |
| 1964 | Innsbruck      | Austria           | Saneczkarstwo na Zimowych Igrzyskach Olimpijskich 1964 |
| 1968 | Grenoble       | Francja           | Saneczkarstwo na Zimowych Igrzyskach Olimpijskich 1968 |
| 1972 | Sapporo        | Japonia           | Saneczkarstwo na Zimowych Igrzyskach Olimpijskich 1972 |
| 1976 | Innsbruck      | Austria           | Saneczkarstwo na Zimowych Igrzyskach Olimpijskich 1976 |
| 1980 | Lake Placid    | Stany Zjednoczone | Saneczkarstwo na Zimowych Igrzyskach Olimpijskich 1980 |
| 1984 | Sarajewo       | Jugosławia        | Saneczkarstwo na Zimowych Igrzyskach Olimpijskich 1984 |
| 1988 | Calgary        | Kanada            | Saneczkarstwo na Zimowych Igrzyskach Olimpijskich 1988 |
| 1992 | Albertville    | Francja           | Saneczkarstwo na Zimowych Igrzyskach Olimpijskich 1992 |
| 1994 | Lillehammer    | Norwegia          | Saneczkarstwo na Zimowych Igrzyskach Olimpijskich 1994 |
| 1998 | Nagano         | Japonia           | Saneczkarstwo na Zimowych Igrzyskach Olimpijskich 1998 |
| 2002 | Salt Lake City | Stany Zjednoczone | Saneczkarstwo na Zimowych Igrzyskach Olimpijskich 2002 |
| 2006 | Turyn          | Włochy            | Saneczkarstwo na Zimowych Igrzyskach Olimpijskich 2006 |
| 2010 | Vancouver      | Kanada            | Saneczkarstwo na Zimowych Igrzyskach Olimpijskich 2010 |
| 2014 | Soczi          | Rosja             | Saneczkarstwo na Zimowych Igrzyskach Olimpijskich 2014 |
| 2018 | Pjongczang     | Korea Południowa  | Saneczkarstwo na Zimowych Igrzyskach Olimpijskich 2018 |
| 2022 | Pekin          | Chiny             | Saneczkarstwo na Zimowych Igrzyskach Olimpijskich 2022 |

## Zawody
| Konkurencja      | 64 | 68 | 72 | 76 | 80 | 84 | 88 | 92 | 94 | 98 | 02 | 06 | 10 | 14 | 18 | 22 | Razem |
| ---------------- | -- | -- | -- | -- | -- | -- | -- | -- | -- | -- | -- | -- | -- | -- | -- | -- | ----- |
| Jedynki kobiet   | •  | •  | •  | •  | •  | •  | •  | •  | •  | •  | •  | •  | •  | •  | •  | •  | 16    |
| Jedynki mężczyzn | •  | •  | •  | •  | •  | •  | •  | •  | •  | •  | •  | •  | •  | •  | •  | •  | 16    |
| Dwójki mężczyzn  | •  | •  | •  | •  | •  | •  | •  | •  | •  | •  | •  | •  | •  | •  | •  | •  | 16    |
| Sztafeta         |    |    |    |    |    |    |    |    |    |    |    |    |    | •  | •  | •  | 3     |
|                  |    |    |    |    |    |    |    |    |    |    |    |    |    |    |    |    |       |
| Ogólnie          | 3  | 3  | 3  | 3  | 3  | 3  | 3  | 3  | 3  | 3  | 3  | 3  | 3  | 4  | 4  | 4  | 51    |

## Klasyfikacja medalowa
Stan po IO 2014
| Miejsce | Państwo           |    |    |    | Razem |
| ------- | ----------------- | -- | -- | -- | ----- |
| 1.      | Niemcy            | 31 | 23 | 21 | 75    |
| 1.      | jako NRD          | 13 | 8  | 8  | 29    |
| 1.      | jako RFN / NRD    | 2  | 2  | 1  | 5     |
| 1.      | jako RFN          | 1  | 4  | 5  | 10    |
| 2.      | Włochy            | 7  | 4  | 6  | 17    |
| 3.      | Austria           | 5  | 7  | 7  | 19    |
| 4.      | Rosja             | 1  | 5  | 3  | 9     |
| 4.      | jako ZSRR         | 1  | 2  | 3  | 6     |
| 5.      | Stany Zjednoczone | 0  | 2  | 3  | 5     |
| 6.      | Łotwa             | 0  | 1  | 3  | 4     |